# STANAG 5066
STANAG 3350 (Profile for High Frequency Radio Data Communication) — угода зі стандартизації НАТО STANAG, порядковий номер 5066, що дозволяє ефективно спілкуватися по ВЧ-радіозв'язку.
STANAG 5066 забезпечує peer-to-peer протоколи, які працюють на рівні вище фізичного (ВЧ модем) і нижче прикладного. STANAG 5066 включає в себе обов'язковий SIS (Subnet Interface Sublayer, іноді називають Subnet Interface Service) протокол, який дозволяє додатку підключення до ВЧ модему через STANAG 5066 сервер з використанням TCP/IP. Це робить можливим чіткий поділ між додатком і модемом. Можна створити радіосистему зв'язку та оповіщення, яка не піддається впливу засобів РЕБ, отже, забезпечить своєчасну передачу необхідної інформації адресату — текстових повідомлень, файлів, навіть відобразить геопозиціонування необхідних рухомих об'єктів на карті.
- Ширина спектра (Band Width) — 2800 Гц
- Нижня межа (Low Range) — ~ 400 Гц
- Частота маніпуляції (Baud Rate) — 2400 Гц
- n-Ary (PSK / MPSK) — PSK-8
- Частота несучої (Carrier frequency) — 1800 Гц
- Автокореляційна функція, періоди (ACF) — ~ 106–107 мс, добре помітний період
- Модуляція, в якій сигнал прийнятий (RX mode) — SSB[2]